# Toparca
Il toparca (dal greco antico τοπάρχης, composto di τόπος "luogo" e -άρχης "-arca", in latino classico toparches, toparcha) era il capo di ogni toparchia (ogni suddivisione territoriale presente nell'Egitto tolemaico fino al 310/316 d.C. quando venne sostituito dai pagi).

## Egitto tolemaico
Nell'Egitto tolemaico sembra che ogni suddivisione territoriale principale fosse a sua volta composta da una toparchia settentrionale e una meridionale. In ogni toparchia erano poi presenti città o dei villaggi (κῶμαι) governati dai comarchi (κωμάρχης). Si sa che anche la Giudea, prima e dopo la dominazione romana, era composta da un certo numero di toparchie e di toparchi.

## Impero bizantino
Il termine apparve per la prima volta durante il periodo ellenistico, per designare le toparchie. Nel VI secolo d.C. nelle Novellae Constitutiones di Giustiniano I, il termine passò a indicare tutte le magistrature locali, sia civili che militari.
Durante il X e il XIII secolo d.C., gli scrittori bizantini utilizzarono il termine in riferimento ai re locali. Come scrisse il bizantinista Paul Lemerle: «una toparchia è un governatore indipendente di una terra straniera confinante con l'impero. [...] In un certo modo è sotto l'influenza dell'impero, vista la supposizione che queste terre siano ribelli al dominio bizantino». Il termine toparchia (e toparca al capo del territorio) si può quindi applicare a tutti quei territori rivendicati dall'impero bizantino (come l'Emirato di Creta).